# Ministerium für Wirtschaft, Infrastruktur, Tourismus und Arbeit des Landes Mecklenburg-Vorpommern

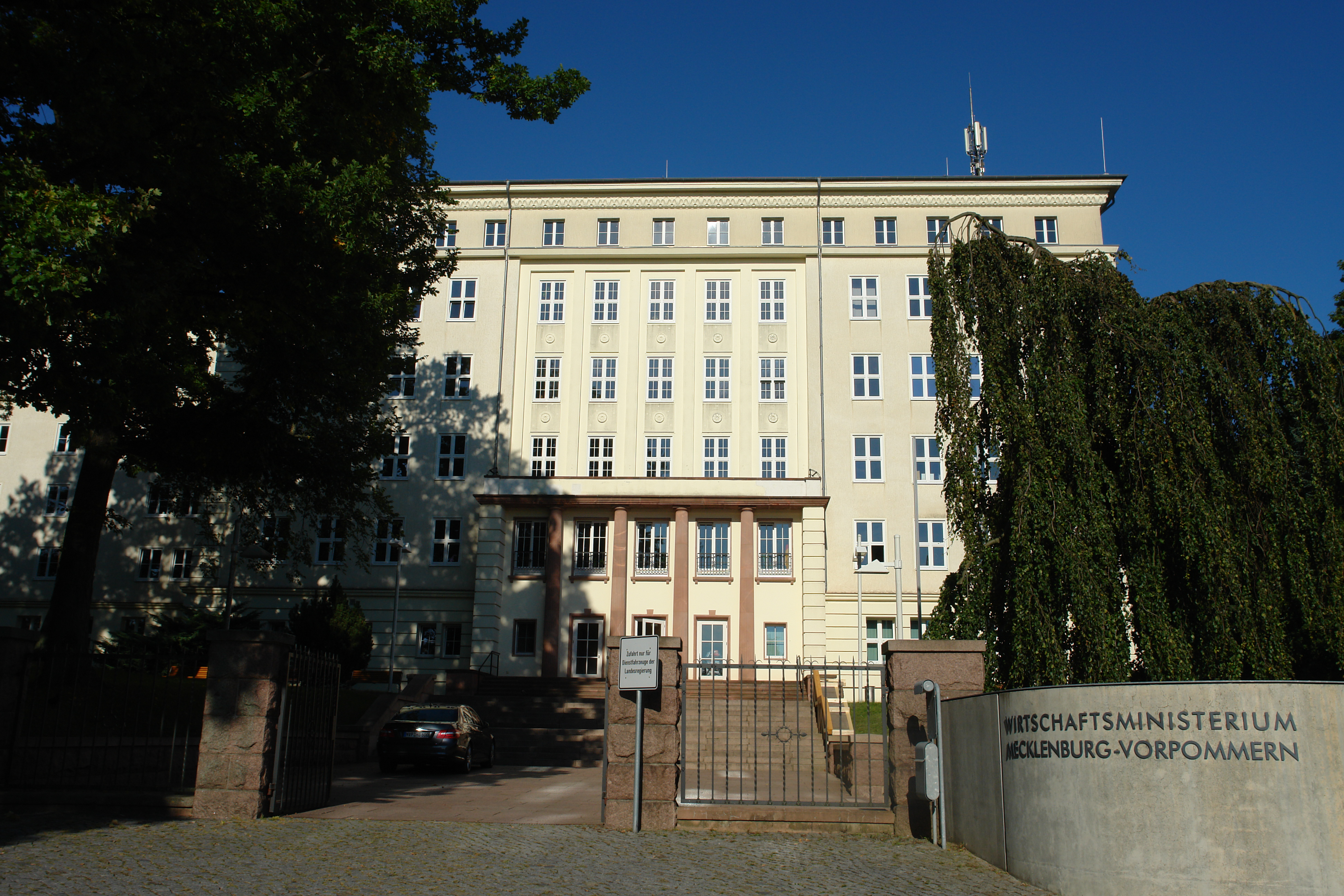
Ministeriumsbau an der Johannes-Stelling-Straße in Schwerin-Ostorf

Das Ministerium für Wirtschaft, Infrastruktur, Tourismus und Arbeit des Landes Mecklenburg-Vorpommern mit Sitz in Schwerin ist eines von acht Ministerien der Landesverwaltung. Derzeitiger Minister ist Wolfgang Blank (parteilos). Er wird vertreten durch die Staatssekretäre Jochen Schulte und Ines Jesse (beide SPD).

## Geschichte
Nach der Gründung des Landes Mecklenburg-Vorpommern 1945 bestanden zunächst keine klassischen Ministerien, sondern dem Präsidenten oder Vizepräsidenten unterstellte Abteilungen. Dabei existierten unter anderem eigene Abteilungen für Wirtschaft und für Wohlfahrt. Daraus entstanden 1946 das Ministerium für Wirtschaft und das Ministerium für Sozialwesen, die 1950 zum Ministerium für Industrie und Aufbau und zum Ministerium für Arbeit und Gesundheitswesen umbenannt wurden. Diese bestanden bis zur Auflösung des Landes 1952.
Mit der Neugründung von Mecklenburg-Vorpommern 1990 wurde wieder ein Wirtschaftsministerium unter diesem Namen eingerichtet, welches zwischen 1994 und 1996 zusätzlich für Europaangelegenheiten zuständig war. Der Bereich „Arbeit“ wurde ab 1990 zusammen mit Gesundheit und Sozialem verwaltet und erhielt 1998 zusammen mit dem Bereich „Bau“ ein eigenes Ministerium. 2006 wurden beide Bereiche erstmals als Ministerium für Wirtschaft, Arbeit und Tourismus zusammengefasst, 2011 jedoch wieder in das Ministerium für Wirtschaft, Bau und Tourismus und das Ministerium für Arbeit, Gleichstellung und Soziales aufgeteilt. 2016 wurden beide Bereiche wieder zusammengefasst und das Ministerium trug den Namen Ministerium für Wirtschaft, Arbeit und Gesundheit. Seit 2021 trägt das Ministerium seinen heutigen Namen.

## Gebäude
Das Ministerium befindet sich seit 1990 an der Johannes-Stelling-Straße 14 in Schwerin-Ostorf in einem sechsgeschossigen 48-achsigen verputzten denkmalgeschützten Bürogebäude des ehemaligen Instituts des Zentralkomitees der SED und Landesparteischule, das 1952/54  nach Plänen von Franz Schiemer und Heinrich Handorf errichtet wurde. In hinterem Flügelanbau befindet sich ein Saal.

## Organisation
Das Ministerium ist in sieben Abteilungen gegliedert:
- Abteilung 1: Allgemeine Abteilung
- Abteilung 2: Wirtschafts- und Technologieförderung, maritime Wirtschaft
- Abteilung 3: Arbeit und Fachkräfte, ESF, EFRE
- Abteilung 4: Grundsätze der Wirtschaftspolitik; Handwerk und Gewerberecht; INTERREG
- Abteilung 5: Energie und Landesentwicklung
- Abteilung 6: Mobilität, Verkehr und Straßenbau

Die Abteilungen sind in Referate – als kleinste organisatorische Einheit – gegliedert.

## Behörden und Einrichtungen
- Invest in MV
- Landesförderinstitut (LFI)
- GSA – Gesellschaft für Struktur- und Arbeitsmarktentwicklung
- Regulierungskammer MV
- Bergamt MV
- Landesamt für Straßenbau und Verkehr
- Ämter für Raumordnung und Landesplanung (ÄfRL)
- Luftfahrtbehörde MV
- Verkehrsgesellschaft MV
- Landesenergie- und Klimaschutzagentur
- Landesamt für Umwelt, Naturschutz und Geologie MV (LUNG)
- Staatliche Ämter für Landwirtschaft und Umwelt